# Cool Water (album)
Cool Water  is het drieëntwintigste album van de Britse progressieve rockband Caravan. Het is de verlate uitgave - in 1994 - van opnamen uit 1978, bedoeld voor een nieuw album, de opvolger van 'Better by Far'. De laatste vier nummers zijn opnamen van Pye Hastings met leden van de band van Gordon Giltrap.

## Tracklist
1. Cool Water - 4:06 (Pye Hastings)
2. Just The Way You Are - 3:42 (Pye Hastings)
3. Tuesday Is Rock And Roll Nite - 4:21 (Pye Hastings)
4. The Crack Of The Willow - 5:34 (Pye Hastings)
5. Ansaphone - 4:59 (Pye Hastings)
6. Cold Fright - 5:20 (Pye Hastings)
7. Side By Side - 4:39 (Pye Hastings)
8. You Won't Get Me Up In One Of Those - 3:54 (Pye Hastings)
9. To The Land Of My Fathers - 4:56 (Pye Hastings)
10. Poor Molly - 5:53 (Pye Hastings)
11. Send Reinforcements - 4:48 (Pye Hastings)

## Bezetting
- Pye Hastings, zang, gitaar
- Richard Coughlan, drums
- Jan Schelhaas, Elektrische piano, synthesizer
- Richard Sinclair, basgitaar, zang

Gastoptreden van:
- Rod Edwards (keyboards)
- John Gustafson (basgitaar)
- Ian Mosley (drums)
- Jimmy Hastings (tenorsaxofoon)